# Amélie Mirkowitch
Amélie Mirkowitch (Villerupt, 23 giugno 1942) è un'ex nuotatrice francese, che ha partecipato alle Olimpiadi di Roma 1960, gareggiando nei 200m rana.
È nonna e suocera, rispettivamente di Béryl Gastaldello e Véronique Jardin.